# Lincoln Boyhood National Memorial
O Lincoln Boyhood National Memorial (em português:  Memorial Nacional à Infância de Lincoln) é um Memorial Presidencial dos Estados Unidos que preserva a fazenda onde Abraham Lincoln viveu entre os anos de 1816 e 1830, quando tinha de 7 a 21 anos.
Junto ao parque existe um centro de visitantes, onde os visitantes poder ver um vídeo de 15 minutos sobre o tempo em que Lincoln morou no estado de Indiana.